# Friends for Christmas
A Friends for Christmas Olivia Newton-John és John Farnham közös karácsonyi albuma, mely 2016 novemberében jelent meg Ausztráliában.

## Az album ismertetése
A Friends for Christmas Olivia negyedik, Farnham második karácsonyi albuma. John Farnham Ausztrália legendás rockzenei ikonja, pályája az 1960-as években kezdődött, népszerűsége évtizedek óta töretlen. Kettejük együttműködése hosszú ideje tart, együtt énekeltek a sydney-i olimpia megnyitóján, közös koncertsorozaton is vettek részt, ez a harmadik közös albumuk.
A közismert és népszerű karácsonyi dalokat tartalmazó, igényesen hangszerelt album a megjelenése után két héttel ausztrál aranylemez lett, harmadik helyezést ért el az albumok, második helyezést az ausztrál művészek albumai listán.
Az album a Sony Music Australia kiadásában jelent meg 88985387172 katalógusszámom CD lemez és letölthető változatban.

## Dalok
- Let It Snow
- It's Beginning to Look a Lot Like Christmas
- Have Yourself a Merry Little Christmas
- Santa Claus is Coming to Town
- The Christmas Song
- Winter Wonderland
- Baby, It's Cold Outside
- Silent Night
- White Christmas
- Little Drummer Boy
- Silver Bells
- Hark the Herald Angels Sing